# 이니고 페레스
이니고 페레스 소토(스페인어: Iñigo Pérez Soto, 1988년 1월 18일, 나바라 주 팜플로나 ~)는 스페인의 전 프로 축구 선수로, 현재 라요 바예카노에서 감독으로 활동하고 있다.

## 클럽 경력
아틀레틱 빌바오의 유소년부인 레사마를 졸업한 페레스는 나바라 주 팜플로나 출신으로, 2007년 초에 위성 구단인 바스코니아에서 주로 활약하던 와중에 2군로 승격되었다. 2009년 10월 28일, 그는 0-2로 패한(합계 2-4 패) 라요 바예카노와의 코파 델 레이 경기에 선발로 출전해 1군 신고식을 치렀다. 이틀 후, 그는 1-0으로 이긴 아틀레티코 마드리드와의 안방 경기에서 노장 파블로 오르바이스와 교체 투입되며 첫 라 리가 경기에 출전했다.
2010-11 시즌에 정식적으로 아틀레틱 1군에 합류한 페레스는 첫 공식 경기인 마요르카와의 안방 경기에서 이케르 무니아인과 교체 투입되어 막판 10분 경기를 치르다가 득점을 기록해 3-0 완승을 도왔다. 2011년 3월 8일, 그는 세군다 디비시온의 우에스카로 임대되었다. 겨울 이적 시장이 끝난지 오래이나, 스페인 왕립 축구 연맹은 아라곤 연고 구단이 다비드 바우사가 전방 십자 인대 부상을 당함에 따라 이적을 허용했다.
페레스는 2011-12 시즌 들어 마르셀로 비엘사 감독이 새로 취임한 이래 바스크 연고 구단 소속으로 더 많은 출전 기회를 받았는데, 그는 오르바이스의 이적(올림피아코스행)과 카를로스 구르페기의 무릎 중상으로 빠지면서 모든 대회 통틀어 40경기에도 출전했다. 그는 2013-14 시즌 전반기를 마요르카 임대로 떠났지만, 2014년 1월 31일에 스트레스 문제로 조기에 복귀했다.
2014년 7월 18일, 페레스는 아틀레틱과의 계약을 해지하고 2부 리그의 누만시아에 입단했다. 2018년 7월 2일, 그는 같은 리그에 속한 오사수나와 4년 계약을 맺었는데, 오사수나는 그를 영입하기 위해 €750,000를 소요했다.

## 경력 통계
2021년 5월 22일 기준
| 구단            | 시즌           | 리그              | 리그 | 리그 | 컵   | 컵 | 대륙 | 대륙 | 기타 | 기타 | 합계 | 합계 |
| 구단            | 시즌           | 리그명            | 출장 | 골   | 출장 | 골 | 출장 | 골   | 출장 | 골   | 출장 | 골   |
| --------------- | -------------- | ----------------- | ---- | ---- | ---- | -- | ---- | ---- | ---- | ---- | ---- | ---- |
| 빌바오 아틀레틱 | 2006–07        | 세군다 디비시온 B | 2    | 0    | —    | —  | —    | —    | —    | —    | 2    | 0    |
| 빌바오 아틀레틱 | 2007–08        | 세군다 디비시온 B | 11   | 0    | —    | —  | —    | —    | —    | —    | 11   | 0    |
| 빌바오 아틀레틱 | 2008–09        | 세군다 디비시온 B | 37   | 3    | —    | —  | —    | —    | —    | —    | 37   | 3    |
| 빌바오 아틀레틱 | 2009–10        | 세군다 디비시온 B | 31   | 6    | —    | —  | —    | —    | —    | —    | 31   | 6    |
| 빌바오 아틀레틱 | 합계           | 합계              | 81   | 9    | 0    | 0  | 0    | 0    | 0    | 0    | 81   | 9    |
| 아틀레틱 빌바오 | 라리가 2009-10 | 라 리가           | 3    | 0    | 1    | 0  | 1    | 0    | —    | —    | 5    | 0    |
| 아틀레틱 빌바오 | 2010–11        | 라 리가           | 3    | 1    | 1    | 0  | —    | —    | —    | —    | 4    | 1    |
| 아틀레틱 빌바오 | 2011–12        | 라 리가           | 22   | 0    | 9    | 0  | 9    | 0    | —    | —    | 40   | 0    |
| 아틀레틱 빌바오 | 2012–13        | 라 리가           | 5    | 0    | 0    | 0  | 4    | 1    | —    | —    | 9    | 1    |
| 아틀레틱 빌바오 | 2013–14        | 라 리가           | 0    | 0    | 0    | 0  | —    | —    | —    | —    | 0    | 0    |
| 아틀레틱 빌바오 | 합계           | 합계              | 33   | 1    | 11   | 0  | 14   | 1    | 0    | 0    | 58   | 2    |
| 우에스카 (임대) | 2010–11        | 세군다 디비시온   | 13   | 0    | 0    | 0  | —    | —    | —    | —    | 13   | 0    |
| 마요르카 (임대) | 2013–14        | 세군다 디비시온   | 13   | 0    | 0    | 0  | —    | —    | —    | —    | 13   | 0    |
| 누만시아        | 2014–15        | 세군다 디비시온   | 35   | 0    | 2    | 0  | —    | —    | —    | —    | 37   | 0    |
| 누만시아        | 2015–16        | 세군다 디비시온   | 26   | 1    | 1    | 0  | —    | —    | —    | —    | 27   | 1    |
| 누만시아        | 2016–17        | 세군다 디비시온   | 39   | 1    | 1    | 0  | —    | —    | —    | —    | 40   | 1    |
| 누만시아        | 2017–18        | 세군다 디비시온   | 38   | 2    | 3    | 0  | —    | —    | 4    | 1    | 45   | 3    |
| 누만시아        | 합계           | 합계              | 138  | 4    | 7    | 0  | 0    | 0    | 4    | 1    | 149  | 5    |
| 오사수나        | 2018–19        | 세군다 디비시온   | 21   | 1    | 1    | 0  | —    | —    | —    | —    | 22   | 1    |
| 오사수나        | 2019–20        | 라 리가           | 22   | 2    | 4    | 1  | —    | —    | —    | —    | 26   | 3    |
| 오사수나        | 2020–21        | 라 리가           | 22   | 0    | 3    | 0  | —    | —    | —    | —    | 25   | 0    |
| 오사수나        | 2021–22        | 라 리가           | 0    | 0    | 0    | 0  | —    | —    | —    | —    | 0    | 0    |
| 오사수나        | 합계           | 합계              | 65   | 3    | 8    | 1  | 0    | 0    | 0    | 0    | 73   | 4    |
| 경력 합계       | 경력 합계      | 경력 합계         | 343  | 17   | 26   | 1  | 14   | 1    | 4    | 1    | 387  | 20   |

1. 1 2 3  유로파리그 출장 경기 기록 포함
2. ↑  승격 플레이오프전 출장 경기 기록 포함

## 수상
아틀레틱 빌바오
- 코파 델 레이 준우승: 2011–12
- 유로파리그 준우승: 2011–12

오사수나
- 세군다 디비시온: 2018–19